# Ralph Benatzky
Ralph Benatzky, egentligen Rudolf Josef Frantisek Benatzky, född den 5 juni 1887 i Mährisch-Budwitz (nuvarande Moravské Budějovice i Tjeckien), död den 16 oktober 1957 i Zürich i Schweiz, var en österrikisk kompositör. 

## Biografi
År 1899 antogs Benatzky till den kejserliga arméns kadettskola i Wien. Han steg i graderna, men hemförlovades av hälsoskäl 1907 och placerades i reserven 1909. I Prag och Wien studerade han tyska, filosofi och musik. Lärare i Prag var Antonín Dvořák och i München Felix Mottl. Han blev filosofie doktor 1910 på en avhandling om Goethe och folkvisan. Hans första kupletter sjöngs 1908/09 i Wienkabarén Hölle och han började kalla sig Ralph Benatzky. Han fick sina första framgångar 1912 som konstnärlig ledare för kabarén "Bonbonniere" i München och 1914 som biträdande direktör för "Bunten Bühne Rideamus" i Wien. 
Den 4 oktober 1909 gifte Benatzky sig med sångerskan och skådespelerskan Fédi Férard men skilde sig 1914.
År 1914 blev han bekant med kabaresångerskan Josma Selim och han komponerade sånger åt henne och ackompanjerade henne på piano. De turnerade i Europa med ett sångprogram kallat Heitere Muse. Benatzkys första operettframgång kom med operetten Liebe im Schnee 1916 på Ronacher Theater i Wien.
Med revyn An alle på Großes Schauspielhaus inleddes 1924 ett samarbete med regissören Erik Charell i Berlin. De bättre förtjänstmöjligheterna i den tyska huvudstaden gjorde att han flyttade dit med frun 1927. Efter ett antal revyer tillsammans, dels med Charell i Berlin och dels med Karl Farkas och Fritz Grünbaum i Berlin, började han 1928 komponera en trilogi med "historiska revyoperetter" som kom att de honom världsrykte: Casanova (1928), De tre musketörerna (1929) och som höjdpunkt Vita Hästen (1930). Erik Charell var i alla tre fallen producent och regissör. Utmärkande för musiken är att den kombinerar gamla kända klanger med den då allt populärare jazzmusiken. Benatzky betecknade musiken i De tre musketörerna som varande "både från igår och idag". Särskilt i Vita Hästen har kompositören kombinerat typiska (pseudo-)folkvisor med dagsaktuella synkoperade dansrytmer. Detta blev vägen till internationell framgång med viktiga produktioner i London och Wien 1931, Paris 1932 och New York 1936.
Med inkomsterna från Vita Hästen köpte Benatzky en villa i Thun och redan 1932 flyttade han till Schweiz med sin tredje hustru, dansösen Melanie (Mela) Hoffmann. Han var orolig för det politiska läget i Tyskland och hade redan 1924 noterat hotet från nazismen.
Vid sidan av de stora revyerna och operetterna komponerade Benatzky också från 1920-talets slut "musikaliska lustspel" i det mindre formatet, där han även svarade för texterna. Exempel på framgångar i den genren är Adjö, Mimi 1926, Min syster och jag 1930, En förtjusande fröken 1933 och Das kleine Café 1934.
Axel i sjunde himlen var en Hollywood-parodi där Zarah Leander spelade mot Max Hansen vid Theater an der Wien 1936. Därmed inledde Zarah Leander sin kontinentala karriär och då hon engagerades av filmbolaget UFA krävde hon att Benatzky skulle komponera musiken i hennes första film Zu neuen Ufern 1937. I den filmen finns evergreens som Yes, Sir! och Ich steh im Regen.  
I juni 1938 lämnade Bentazky Schweiz och flyttade till Hollywood, där han hade skrivit kontrakt med filmbolaget Metro-Goldwyn-Mayer. Dåliga arbetsförhållanden gjorde emellertid att han frånträdde kontraktet. Då han förvägrats schweiziskt medborgarskap flyttade han till USA för gott 1940 och medverkade som dirigent med sin orkester i ett dagligt halvtimmesprogram över radiostationen WHOM. Han översatte texter som Porgy och Bess och William Somerset Maughams memoarer (The Summing Up) och anordnade konserter och turnéer. 
År 1948 flyttade Benatzky till Zürich och 1953 utkom den självbiografiskt färgade romanen In Dur und Moll. Enligt egen önskan ligger han begravd i Sankt Wolfgang, den ort där Vita Hästen utspelar sig. Hans kvarlåtenskap förvaltas av Akademie der Künste i Berlin. År 1962 fick han en gata i Wien, Benatzkygasse, uppkallad efter sig.

## Verk (urval)
Benatzky var mycket produktiv och komponerade omkring 50 sånglustspel, musik till 200 filmer samt uppemot 2000 kabaretvisor.
- 1911 – Laridon
- 1911 – Cherchez la femme
- 1914 – Prinzchens Frühlingserwachen!
- 1915 – Ich muß wieder einmal in Grinzing sein
- 1916 – Liebe im Schnee
- 1918 – Die tanzende Maske
- 1920 – Apachen!
- 1925 – Für Dich
- 1926 – Adieu Mimi; Adjö, Mimi (Vasateatern 1927)
- 1928 – Casanova
- 1929 – Die drei Musketiere; De tre musketörerna (Hippodromen 1931)
- 1930 – Im weißen Rößl; Värdshuset Vita Hästen (Hippodromen 1931)
- 1930 – Meine Schwester und ich; Min syster och jag (Stockholms konserthus 1932)
- 1933 – Bezauberndes Fräulein; En förtjusande fröken (Stora Teatern, Göteborg 1934)
- 1934 – Das kleine Café
- 1935 – Der König mit dem Regenschirm
- 1936 – Axel an der Himmelstür; Axel i sjunde himlen (Vasateatern 1937)
- 1936 – Herzen im Schnee
- 1940 – Angielina
- 1947 – Kleinstadt-Zauber